# 巴尔卡希诺
52°31′12″N 68°45′09″E / 52.52009°N 68.75254°E
巴尔卡希诺是哈萨克斯坦阿克莫拉州的一个城镇，海拔348米，2012年人口6,147。